# The Greatest Canadian
The Greatest Canadian is een spin-off van 100 Greatest Britons uit 2004. De televisieshow werd uitgezonden door de Canadian Broadcasting Corporation (CBC).
Het Franstalige afdeling van de CBC, de Société Radio-Canada (SRC) werd niet betrokken bij de reeks. Dit had als resultaat dat er weinig Franstalige Canadezen in de lijst opgenomen werden, waardoor de Frans-Canadese minderheid ondervertegenwoordigd werd in de lijst.

## Kritiek
Ten minste 3 mensen raakten in de top 50 via een campagne om stemmen te ronselen. Dit waren Harold A. Rogers, Hal Anderson en Mary Maxwell, die alle drie een grote groep volgelingen hebben. CBC gaf dit openlijk toe en erkende dat de 3 figuren bij het grote publiek waarschijnlijk vrij onbekend zijn.
Anderen hadden kritiek op het feit dat de top 10 enkel uit mannen bestaat, waarvan allen behalve David Suzuki, blank zijn. De tv-makers waren verbaasd en teleurgesteld over de demografische mix die verkozen werd, maar wilden niet tussenbeide komen omdat de lijst anders ook veel kritiek te verwerken zou gehad hebben.
Nog anderen klaagden over het grote aantal entertainers in de lijst, als Jim Carrey en Avril Lavigne, wat de verwarring tussen populariteit en grootheid aangaf. Vooral de plaats van Don Cherry in de top 10 verontrustte vele mensen. Vooral als men in acht neemt dat andere figuren, als Louis Riel en Jean Vanier, meer betekend hebben voor de Canadese geschiedenis.
Enkele genomineerden waren strikt genomen geen Canadezen, maar hadden wel grote invloed op de Canadese geschiedenis. Personen als Tecumseh (Amerikaanse indianenleider), Laura Secord (Brits) en sir Isaac Brock (Brits) hebben ook hun invloed gehad op de Canadese natie.
Slechts 8 van de 50 hoogsten worden als Franse-Canadezen beschouwd. En slechts 4 personen van de eerste 50 waren niet van blanke origine.
Een groot aantal van de top 50 waren op een bepaald moment uit hun carrière tv-persoonlijkheden op CBC. Op het moment van de verkiezing waren David Suzuki en Don Cherry zelfs nog bezig met CBC-programma’s.
Alexander Graham Bell is de enige in al de gehouden verkiezingen de persoon die in 3 verschillende lijsten voorkomt. Hij verscheen ook in de lijst van 100 Greatest Britons en bij The Greatest American. De Onbekende Soldaat stond ook op de lijst van de 100 Greatest Britons, maar het gaat wel om verschillende personen.

## The Greatest Canadians
1. Tommy Douglas 

2. Terry Fox 

3. Pierre Trudeau 

4. Frederick Banting 

5. David Suzuki 

6. Lester Bowles Pearson 

7. Don Cherry 

8. Sir John A. Macdonald 

9. Alexander Graham Bell 

10. Wayne Gretzky

11. Louis Riel 

12. Jean Vanier 

13. Stompin' Tom Connors 

14. Neil Young 

15. Peter Gzowski 

16. Roméo Dallaire 

17. Stephen Lewis 

18. Shania Twain 

19. Bobby Orr 

20. Mike Myers

21. Onbekende Soldaat 

22. Harold A. Rogers 

23. Maurice Richard 

24. Arthur Currie 

25. Nellie McClung 

26. Norman Bethune 

27. Céline Dion 

28. Isaac Brock 

29. Jim Carrey 

30. Rick Hansen

31. Pierre Berton 

32. Michael J. Fox 

33. Gordon Lightfoot 

34. Hal Anderson 

35. Laura Secord 

36. Ernie Coombs 

37. Tecumseh 

38. Mario Lemieux 

39. Bret Hart 

40. Avril Lavigne 

41. John Candy 

42. Sandford Fleming 

43. Wilfrid Laurier 

44. Mary Maxwell 

45. Jean Chrétien 

46. Leonard Cohen 

47. John George Diefenbaker 

48. Billy Bishop 

49. William Lyon Mackenzie King 

50. Rick Mercer

51. Pamela Anderson 

52. Craig Kielburger 

53. Gordie Howe 

54. William Samuel Stephenson 

55. Glenn Gould

56. William Shatner 

57. Lucy Maud Montgomery 

58. Paul Henderson 

59. Tim Horton 

60. Stan Rogers 

61. William Edmond Logan 

62. Marshall McLuhan

63. Roberta Bondar 

64. Brian Mulroney 

65. Burton Cummings 

66. Sheila Fraser 

67. Patrick Roy 

68. Jean Béliveau 

69. René Lévesque 

70. James Naismith 

71. Margaret Atwood 

72. Anne Cools 

73. David Thompson 

74. Emily Murphy

75. Sarah McLachlan 

76. John McCrae 

77. Charles Best

78. Robert Munsch 

79. Ed Belfour 

80. Chief Dan George 

81. Sandra Schmirler 

82. Dan Aykroyd 

83. Elijah Harper

84. Kurt Browning 

85. Emily Carr 

86. Mike Weir 

87. Henry Morgentaler 

88. Farley Mowat 

89. Donovan Bailey 

90. Bryan Adams 

91. Preston Manning

92. John Molson 

93. Joni Mitchell 

94. Anne Murray 

95. Frederick Stanley 

96. Geddy Lee 

97. Louise Arbour 

98. Mordecai Richler 

99. Sam Steele 

100. J.S. Woodsworth 